# Austrosynapha souzai
Austrosynapha souzai är en tvåvingeart som beskrevs av Lane 1960. Austrosynapha souzai ingår i släktet Austrosynapha och familjen svampmyggor. Inga underarter finns listade i Catalogue of Life.